# 湯姆·貝克
湯瑪士·史都華·貝克，MBE（英語：Thomas Stewart Baker，1934年1月20日—）是一位英格蘭男演員和編劇，知名於從1974年到1981年在英國長壽科幻劇《神秘博士》中演出博士的第四任化身。
貝克在職業生涯的後期，出演了電視劇《軍醫》（1992年至1995年）、《鬼探新编》（2000年至2001年）和《莫納山谷》（2004年至2005年）；還為電視喜劇《小不列颠》（2003年至2006年）及《小不列顛大美利堅》（2008年）擔任旁白。貝克的聲音被外界形容為「宏亮」，在2006年被評為英國第四知名的聲音。

## 外部連結
- 官方网站
- 湯姆·貝克在互联网电影资料库（IMDb）上的資料（英文）
- 互联网外百老汇数据库（IOBDB）上湯姆·貝克的資料（英文）
- Tom Baker Biography – British Film Institute （页面存档备份，存于）
- Tom Baker as Doctor Who in Denis Allen Print Birthday Cards circa 1978 （页面存档备份，存于） at Doctor Who Appreciation Society Online Archive